# رئیس‌جمهور عراق
رئیس‌جمهور عراق رئیس کشور عراق است و از پایبندی به قانون اساسی و حفظ استقلال، حاکمیت، یکپارچگی و امنیت سرزمین‌های عراق مطابق با مفاد قانون اساسی محافظت می‌کند. رئیس‌جمهور توسط شورای نمایندگان با اکثریت دو سوم، انتخاب می‌شود و به دو دورهٔ چهار ساله محدود می‌شود. رئیس‌جمهور مسئول تصویب معاهدات و قوانین مصوب شورای نمایندگان است و به پیشنهاد نخست‌وزیر عفو صادر می‌کند و «وظیفه فرماندهی عالی نیروهای مسلح برای اهداف تشریفاتی و افتخاری» را انجام می‌دهد. از اواسط دهه ۲۰۰۰، ریاست‌جمهوری در درجهٔ اول یک مقام نمادین است، زیرا بر اساس قانون اساسی مصوب اکتبر ۲۰۰۵، این مقام قدرت قابل توجهی در داخل کشور ندارد.

## فهرست روسأی جمهور (تاکنون - ۱۹۵۸)
| ر                                                   | نام                                                                 | تصویر                                               | آغاز تصدی                                           | پایان تصدی                                          | مدت تصدی          |
| جمهوری عراق (قبل از حزب بعث)                        | جمهوری عراق (قبل از حزب بعث)                                        | جمهوری عراق (قبل از حزب بعث)                        | جمهوری عراق (قبل از حزب بعث)                        | جمهوری عراق (قبل از حزب بعث)                        | (۱۹۵۸–۱۹۶۸)       |
| --------------------------------------------------- | ------------------------------------------------------------------- | --------------------------------------------------- | --------------------------------------------------- | --------------------------------------------------- | ----------------- |
| ۱                                                   | محمد نجیب الربیعی (۱۹۰۴–۱۹۶۵)                                       |                                                     | ۱۴ ژوئیه ۱۹۵۸                                       | ۸ فوریه ۱۹۶۳                                        | ۴سال ۶ماه ۲۶روز   |
| ۲                                                   | عبدالسلام عارف (۱۹۲۱–۱۹۶۶)                                          |                                                     | ۸ فوریه ۱۹۶۳                                        | ۱۳ آوریل ۱۹۶۶                                       | ۳سال ۲ماه ۶روز    |
| -                                                   | عبدالرحمن البزاز سرپرست (۱۹۱۳–۱۹۷۳)                                 |                                                     | ۱۳ آوریل ۱۹۶۶                                       | ۱۶ آوریل ۱۹۶۶                                       | ۳ روز             |
| ۳                                                   | عبدالرحمن عارف (۱۹۱۶–۲۰۰۷)                                          |                                                     | ۱۶ آوریل ۱۹۶۶                                       | ۱۷ ژوئیه ۱۹۶۸                                       | ۲سال ۳ماه ۲روز    |
| جمهوری عراق (تحت حزب بعث)                           | جمهوری عراق (تحت حزب بعث)                                           | جمهوری عراق (تحت حزب بعث)                           | جمهوری عراق (تحت حزب بعث)                           | جمهوری عراق (تحت حزب بعث)                           | (۱۹۶۸–۲۰۰۳)       |
| ۴                                                   | احمد حسن البکر (۱۹۱۴–۱۹۸۲)                                          |                                                     | ۱۷ ژوئیه ۱۹۶۸                                       | ۱۶ ژوئیه ۱۹۷۹                                       | ۱۱سال             |
| ۵                                                   | صدام حسین (۱۹۳۷–۲۰۰۶)                                               |                                                     | ۱۶ ژوئیه ۱۹۷۹                                       | ۹ آوریل ۲۰۰۳                                        | ۲۳سال ۸ماه ۲۵روز  |
| شورای حکومت موقت عراق (زیر نظر ایالات متحده آمریکا) | شورای حکومت موقت عراق (زیر نظر ایالات متحده آمریکا)                 | شورای حکومت موقت عراق (زیر نظر ایالات متحده آمریکا) | شورای حکومت موقت عراق (زیر نظر ایالات متحده آمریکا) | شورای حکومت موقت عراق (زیر نظر ایالات متحده آمریکا) | (۲۰۰۳–۲۰۰۴)       |
| -                                                   | جرج دابلیو. بوش (رئیس‌جمهور ایالات متحده آمریکا) (متولد ۱۹۴۶)        |                                                     | ۲۱ آوریل ۲۰۰۳                                       | ۲۸ ژوئن ۲۰۰۴                                        | ۱ سال ۲ ماه ۸روز  |
| -                                                   | جی گارنر (مدیر دفتر بازسازی و کمک‌های بشر دوستانه عراق) (متولد ۱۹۳۸) |                                                     | ۲۱ آوریل ۲۰۰۳                                       | ۱۲ مه ۲۰۰۳                                          | ۲۱ روز            |
| -                                                   | پل برمر (مدیر سازمان موقت ائتلاف عراق) (متولد ۱۹۴۱)                 |                                                     | ۱۲ مه ۲۰۰۳                                          | ۲۸ ژوئن ۲۰۰۴                                        | ۱ سال ۱ ماه ۱۷روز |
| جمهوری عراق (پس از حزب بعث)                         | جمهوری عراق (پس از حزب بعث)                                         | جمهوری عراق (پس از حزب بعث)                         | جمهوری عراق (پس از حزب بعث)                         | جمهوری عراق (پس از حزب بعث)                         | (۲۰۰۴ تاکنون)     |
| -                                                   | غازی مشعل عجیل الیاور سرپرست (متولد ۱۹۵۸)                           |                                                     | ۲۸ ژوئن ۲۰۰۴                                        | ۷ آوریل ۲۰۰۵                                        | ۲۸۳ روز           |
| ۶                                                   | جلال طالبانی (۱۹۳۳–۲۰۱۷)                                            |                                                     | ۷ آوریل ۲۰۰۵                                        | ۲۴ ژوئیه ۲۰۱۴                                       | ۹سال ۳ماه ۱۸روز   |
| ۷                                                   | فؤاد معصوم (متولد ۱۹۳۸)                                             |                                                     | ۲۴ ژوئیه ۲۰۱۴                                       | ۲ اکتبر ۲۰۱۸                                        | ۴سال ۲ماه ۹روز    |
| ۸                                                   | برهم صالح (متولد ۱۹۶۰)                                              |                                                     | ۲ اکتبر ۲۰۱۸                                        | ۱۳ اکتبر ۲۰۲۲                                       | ۴سال ۱۲روز        |
| ۹                                                   | عبداللطیف رشید (متولد ۱۹۴۴)                                         |                                                     | ۱۳ اکتبر ۲۰۲۲                                       | متصدی                                               |                   |

## اعضای شورای حکومتی موقت در عراق
- محمد بحرالعلوم
- ابراهیم جعفری
- احمد چلبی
- ایاد علاوی
- جلال طالبانی
- عبدالعزیز حکیم
- عدنان پاچه چی
- مسعود بارزانی
- عزالدین سلیم
- غازی مشعل عجیل الیاور